# 王家后乡
王家后乡，是中华人民共和国河南省三門峽市陕州区下辖的一个乡镇级行政单位。

## 行政区划
王家后乡下辖以下地区：
王家后村、老泉村、燕山村、赵里河村、东庄村、朝阳村、庙前村、鹿马村、上庄村、贺村、柏树山村、龙潭村、葫果村、坟上村、柴洼村、崖底村、赵庄村、支社村和刘家山村。